# Грб Јужног Судана
Грб Јужног Судана је званични хералдички симбол афричке државе Републике Јужни Судан. Грб је усвојен у јулу 2011. године, пред проглашење независности. Првобитно га је предложио кабинет једног аутономног региона у априлу 2011, а одобрио га је Парламент Јужног Судана у мају.

## Опис
Грб се састоји од следећих сегмената. У средишту је афрички орао белорепан испред кога се налазе традиционални штит и укрштена копља. Орао гледа преко свог десног рамена у канџама држи златну ленту са натписом Republic of South Sudan. Изнад златне ленте налази се лената са мотом државе Justice, Liberty, Prosperity (Правда, слобода, просперитет)

## Историјат
Грб аутономног региона усвојен је потписивањем мировног споразума између Народног покрета за ослобођење Судана и Владе Судана 9. јула 2005. године. Званично ће бити усвојен 9. јула 2011. године проглашењем независности. У средишту се налази афрички орао белорепан који симболизује снагу и издржљивост. Глава му је окренута у страну и гледа преко свог десног рамена држећи ленту у кљуну са натписом на арапском „Победа је наша“. Испод раширених крила је лента са натписом назива државе „Република Судан“. Орао је окружен двоструким кругом у облику штита на којем је полукружно у горњем делу исписано „GOVERNMENT OF SOUTHERN SUDAN“ (Влада Јужног Судана), а у доњем акроним тог назива — „GOSS“.

## Галерија
- Незванични грб 2001—2005
- Грб 2005—2011